# Dagny Schjelderup
Dagny Schjelderup, ook bekend als Dagny Schuster, (Bergen, circa 28 augustus 1890 – Grimstad, 1959) was een Noors zangeres en actrice.
Schjelderup was getrouwd met Victor Schuster (1877-1953), violist en concertmeester  van het Bergen filharmoniske orkester en voorloper daarvan. 
Ze kreeg lessen van professor Lincke in Kopenhagen (ze woonde daar enige tijd) en Amalie Materna in Wenen. Tevens volgde ze een studie bij Ignaz Neumark. Ze trad op bij zowel Den Nationale Scene (1909-1915) te Bergen, de Opera Comique (vanaf 1918) te Oslo als bij de Koninklijke Opera te Stockholm in theaters met bijbehorende operagebouwen. Bij die laatste had ze een rol in La bohème. In Parijs (rond 1920) zong ze onder meer werken van Edvard Grieg, Christian Sinding en Sverre Jordan. Ook werken van Gerhard  Schjelderup (geen directe familie) , Selim Palmgren en Johan Backer Lunde werden ten gehore gebracht met Daniel Jeisler achter de piano. De optredens daar waren een groot succes. 
Enkele andere concerten:
- 13 november 1917, debuutconcert onder leiding van Johan Halvorsen in een operaprogramma gerecenseerd door Hjalmar Borgstrøm (grootste en welklinkende stem)
- 16 mei 1918, haar debuut in Stockholm, Kungliga Operan, de rol van Mimi in La bohème
- 3 april 1919, ze zong liederen van Franz Liszt met Eyvind Alnæs achter de piano, later dat jaar ook werken van Max Reger en Richard Strauss
- 8 december 1919, ze zong opnieuw samen met het orkest van het Nationaltheatret onder leiding van Johan Halvorsen
- 12 april 1923, ze is te horen op de Noorse radio met Edvard Sylou-Creutz
- 21 en 24 februari 1924, ze zong samen met het Bergen filharmoniske orkester onder leiding van Per Reidarson enige van zijn liederen
- 22 juni 1931, ze is te horen en te zien in de rol Nedda van de opera Pagliacci van Ruggiero Leoncavallo; ze werd later vervangen door Kirsten Flagstad.

- Virtual International Authority File: 1847158675984827500003